# Claypotts Castle

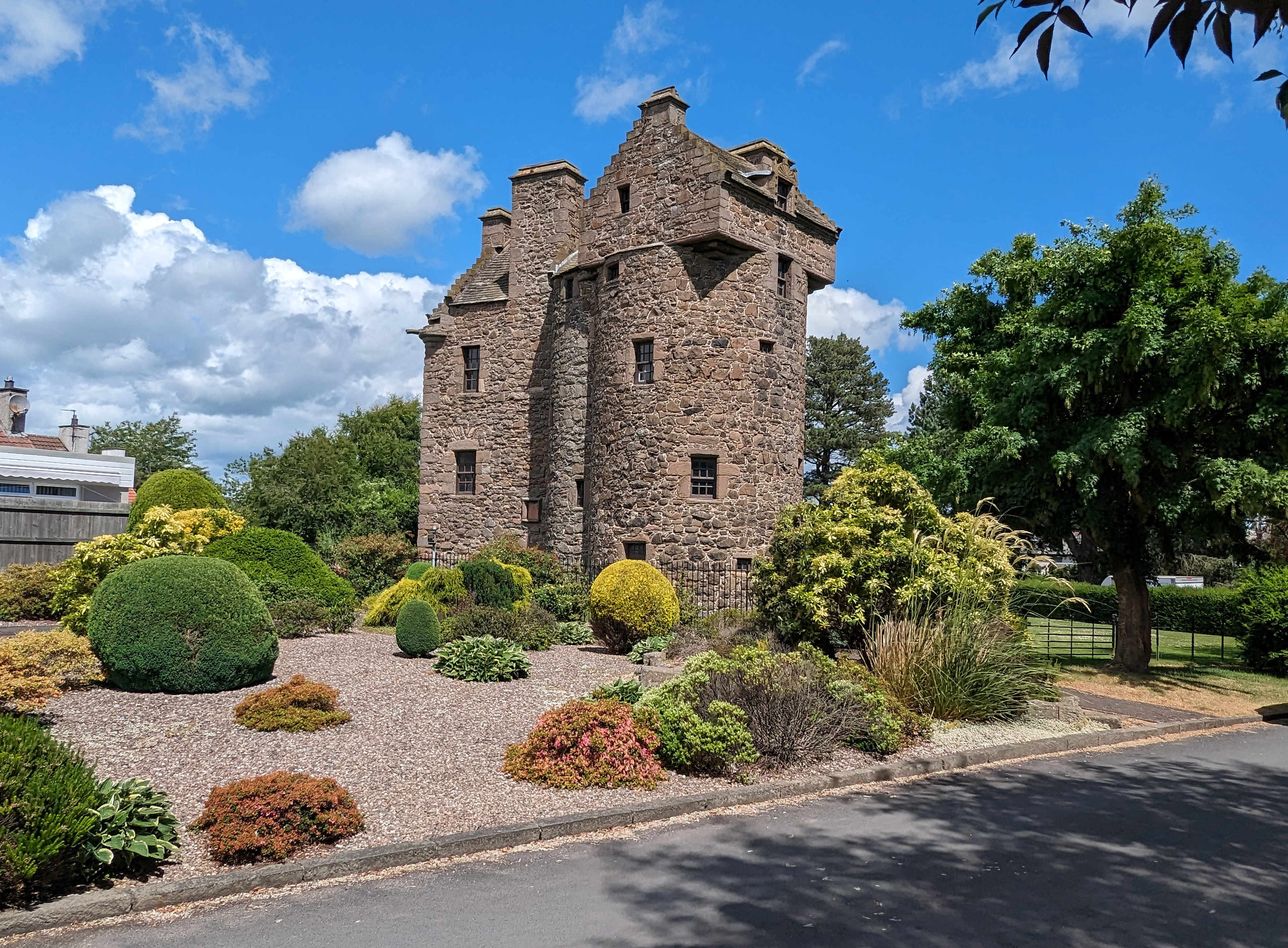
Blick auf Claypotts Castle

Claypotts Castle ist eine Burg aus der frühen Neuzeit im Vorort West Ferry der schottischen Stadt Dundee. Es ist eines der besterhaltenen Beispiele eines Tower House mit Z-förmigem Grundriss aus dem 16. Jahrhundert in Schottland. Die von moderner Bebauung umgebene Burg gilt als Scheduled Monument. Derzeit ist sie nur an wenigen Tagen im Jahr öffentlich zugänglich.

## Geschichte

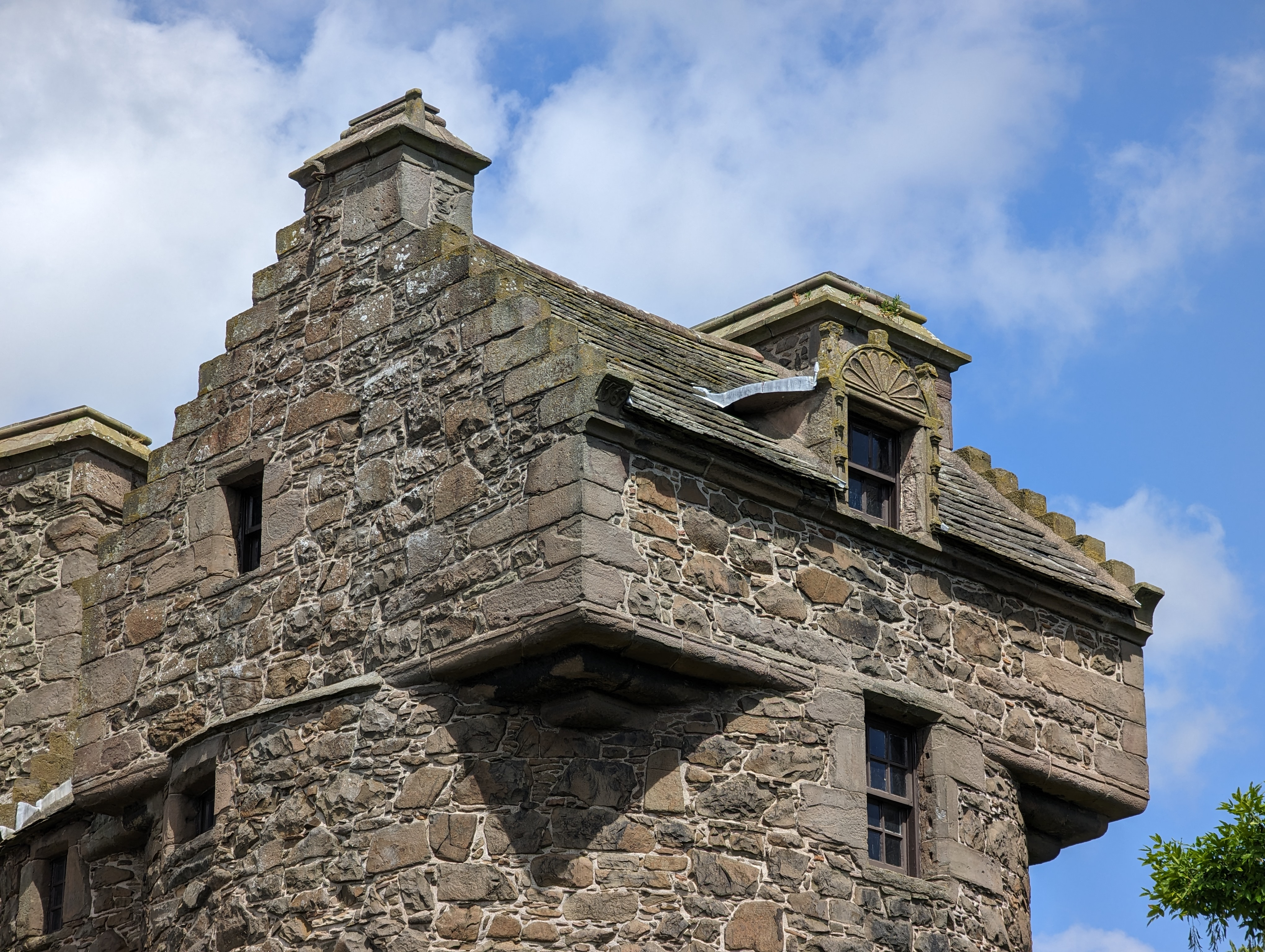
Claypotts Castle

Ursprünglich ließ John Strachan die Burg 1569–1588 errichten, wie man an Inschriften in Steinen an Teilen der Burg erkennen kann. Dies lässt auf eine Bauzeit schließen, die die damals übliche für solch ein kleines Gebäude deutlich überschritt. Das Gelände, auf dem die Burg entstand, hatte die Familie Strachan ursprünglich von der tironesischen Abtei Lindores Anfang des 16. Jahrhunderts gepachtet.
1601 verkaufte die Familie Strachan die Burg an Sir William Graham aus Ballunie, der sie später an Sir William Graham ans Claverhouse weiterverkaufte. 1689, nach dem Tod des damaligen Besitzers, John Graham aus Claverhouse in der Schlacht von Killiecrankie, wurde Claypotts Castle Eigentum der Krone. 1694 wurde die Burg an James Douglas, 2. Marquess of Douglas, verlehnt. Später gelangte sie in das Eigentum von dessen Sohn, des Duke of Douglas, und nach dessen Tod 1761 entbrannte ein acht Jahre lang andauernder Gerichtsstreit über das Eigentum daran. Das Gericht bestimmte schließlich Archibald Douglas, 1. Baron Douglas, zum Erben. Später fiel die Burg durch Heirat an Charles Douglas-Home, 13. Earl of Home, der Claypotts Castle 1926 dem Staat schenkte. Heute wird das Anwesen von Historic Scotland verwaltet.
Man erzählt sich die Sage, dass auf der Burg einst ein fleißiger Brownie lebte, aber er sich wegen einer faulen Küchenmagd mit Grausen abwendete und den Ort verließ.

## Architektur
Die Burg hat hervortretende Türme an schräg gegenüberliegenden Ecken des Hauptblocks, sodass sich ein Wohnturm mit Z-förmigem Grundriss ergibt. Dies war im 16. Jahrhundert eine bevorzugte Bauweise und ermöglichte den Verteidigern, entlang der Fassaden des Hauptblocks von beiden Türmen aus zu feuern, auch wenn dieser kleinen Wohnburg kaum die Rolle eines Verteidigungsbauwerks zugefallen sein dürfte.